# Goldie Loc
Goldie Loc, de son vrai nom Keiwan Deshawn Spillman, né le 16 janvier 1980 à Long Beach, en Californie, est un rappeur et acteur américain. Il était membre du groupe Tha Eastsidaz avec les rappeurs Snoop Dogg et Tray Deee. Goldie est également connu en tant qu'acteur dans les films Baby Boy (2001), Tha Eastsidaz (2000) et 3 Strikes (2000).

## Biographie
Goldie Loc est né Keiwan Deshawn Spillman. Il devient membre du trio Tha Eastsidaz, certifié à de multiples reprises disque de platine, avec Tray Deee en 1999. Ensemble, ils publient leur album éponyme Tha Eastsidaz le 18 janvier 2000, qui atteint la 8e place du Billboard 200. le groupe remporte un Source Awards dans la catégorie « meilleur artiste/groupe de l'année » en 2000.
Goldie et Tray poursuivent leur carrière solo respective dès 2004. Lors d'un entretien avec DubCNN, Goldie annonce la publication prochaine de son futur premier album. Goldie publie son premier album, Still Eastsidin, le 5 octobre 2004, suivi d'un deuxième album, Loc'd Out, publié le 15 mars 2005 au label 33rd Street Records. Depuis son incarcération, Tray Deee révèle à AllHipHop avoir gardé de bonnes relations avec Snoop Dogg, contrairement à Goldie Loc. Il devient membre du nouveau groupe formé par Snoop Dogg pour son label Doggystyle Records, The Warzone.

## Discographie

### Albums studio
- 2004 : Still Eastsidin'
- 2005 : Loc'd Out
- 2007 : Eastsideridaz
- 2010 : Tha Eastsida Rebirth

### Albums collaboratifs
- 2000 : Snoop Dogg Presents Tha Eastsidaz (avec Tha Eastsidaz)
- 2001 : Duces 'n Trayz : The Old Fashioned Way (avec Tha Eastsidaz)

## Filmographie
- 1999 : Tha Eastsidaz
- 2001 : Baby Boy